# Leucophysalis
Leucophysalis es un género de plantas en la familia de las solanáceas con 4 especies aceptadas que se distribuyen por el sudoeste de México y EE. UU..

## Especies
- Leucophysalis kimurai (Makino) Averett
- Leucophysalis nana (A.Gray) Averett
- Leucophysalis savatieri (Makino) Averett
- Leucophysalis viscosa (Schrad.) Hunz.[1]